# Ağcaalantürk, Kumru
Ağcaalantürk là một xã thuộc huyện Kumru, tỉnh Ordu, Thổ Nhĩ Kỳ. Dân số thời điểm năm 2010 là 877 người.